# Allium reconditum
Allium reconditum là một loài thực vật có hoa trong họ Amaryllidaceae. Loài này được Pastor, Valdés & J.M.Muñoz mô tả khoa học đầu tiên năm 1983.